# San Vicente (partido)
Pour les articles homonymes, voir San Vicente.
San Vicente est un partido de la province de Buenos Aires fondé en 1864 dont la capitale est San Vicente.